# Chandrapura

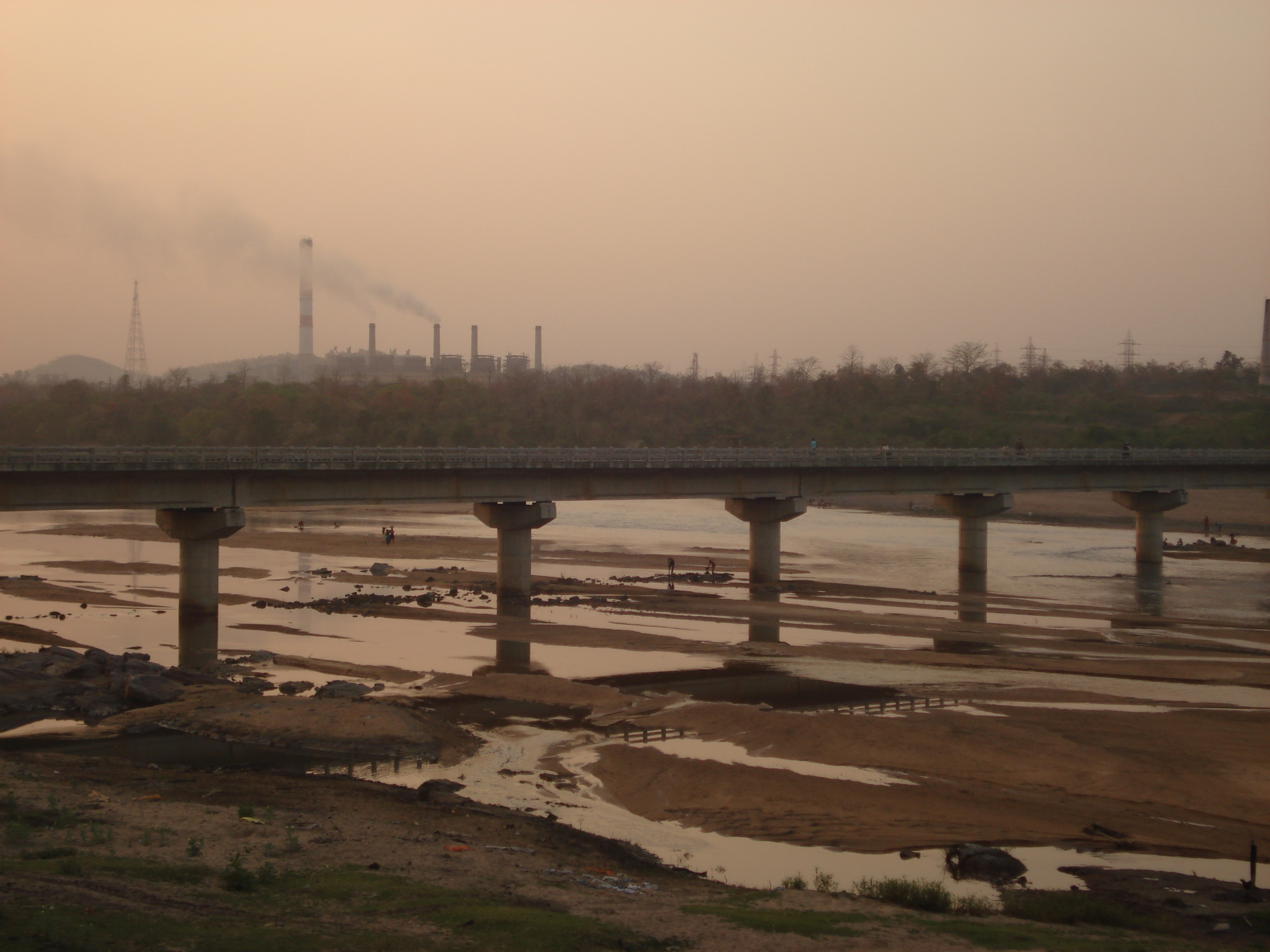
Imagem de Chandrapura no distrito de Bokaro, no estado indiano de Jharkhand

Chandrapura é uma vila no distrito de Bokaro, no estado indiano de Jharkhand.

## Demografia
Segundo o censo de 2001, Chandrapura tinha uma população de 22 389 habitantes. Os indivíduos do sexo masculino constituem 54% da população e os do sexo feminino 46%. Chandrapura tem uma taxa de literacia de 71%, superior à média nacional de 59,5%; a literacia no sexo masculino é de 78% e no sexo feminino é de 62%. 13% da população está abaixo dos 6 anos de idade.